# Эль-Баррио-де-ла-Соледад (муниципалитет)
Эль-Баррио-де-ла-Соледад (исп. El Barrio de la Soledad) — муниципалитет в Мексике, штат Оахака, с административным центром в одноимённом городе. Численность населения, по данным переписи 2010 года, составила 13 608 человек.

## Учреждение и состав
Точной даты образования муниципалитета нет, но хронология избрания мэров начинается в 1843 году. В его состав входит 52 населённых пункта, самые крупные из которых:
| Код INEGI                                     | Населённый пункт                                                                               | Численность населения (2005 год) | Численность населения (2010 год) |
| 010                                           | Всего                                                                                          | 13 439                           | 13 608                           |
| 0008 0065 0010                                | Лагунас (исп. Lagunas) Колония-Прогресо (исп. Colonia Progreso) Ниса-Конехо (исп. Niza Conejo) | 3 817*                           | 390 2 703 677                    |
| 0001                                          | Эль-Баррио-де-ла-Соледад (административный центр)                                              | 2 361                            | 2 422                            |
| 0003                                          | Альмолоя-де-Гутьеррес (исп. Almoloya de Gutiérrez)                                             | 1 142                            | 1 093                            |
| 0005                                          | Гигубаа (исп. Guigubaá)                                                                        | 747                              | 809                              |
| 0002                                          | Альмолоя-Бахо (исп. Almoloya Bajo)                                                             | 847                              | 795                              |
| 0070                                          | Фраксионамьенто-Лома-Асуль (исп. Fraccionamiento Loma Azul)                                    | 628                              | 684                              |
| * В 2005 году была произведена общая перепись |                                                                                                |                                  |                                  |